# اشاتس
شهر اشاتس (به آلمانی: Oschatz) در ایالت زاکسن در کشور آلمان واقع شده‌است.